# Love Collection ～pink～
《Love Collection ～pink～》（愛的收藏 ～pink～）是日本的女歌手西野加奈的第1枚精選專輯。於2013年9月4日發行。唱片公司為SME Records Inc.。

## 概要
- 與精選專輯「Love Collection ～mint～」同時發行。
- 收錄第1張單曲「I」至第21張單曲「淚色」，共22首A面曲。
- 除了單曲，此專輯更收錄第1張專輯「LOVE one.」至第4張專輯「Love Place」4首專輯主打曲，連同4首新曲，共30首曲目，並以雙專輯發行。
- 本作分「初回限定盤」和「CD盤」2種版本。
- 「初回限定盤」收錄了單曲和專輯主打曲等，共25首歌曲的PV。
- 在9月16日於Oricon公信榜專輯週榜取得第2名。
- 同時，與專輯同時發行的「Love Collection ～mint～」於Oricon公信榜專輯週榜取得第1名，繼藤圭子、濱崎步和JUJU後，第四位佔據Oricon首兩位的女歌手。

## 收錄內容

### CD（初回限定盤、CD盤）
1. GO FOR IT!!
（作詞：Kana Nishino / 作曲：FAST LANE）
18th單曲
2. Best Friend
（作詞：Kana Nishino / 作曲・編曲：GIORGIO CANCEMI）
9th單曲
3. 愛得更多… （もっと…）
（作詞：Kana Nishino / 作曲・編曲：GIORGIO CANCEMI）
7th單曲
4. 忽然好想見你（君に会いたくなるから）
（作詞：Kana Nishino, Kanako Kato / 作曲：Kana Nishino, Jeff Miyahara, Kenji "JINO" Hino / 編曲: Jeff Miyahara, Kenji "JINO" Hino）
6th單曲
5. SAKURA, I love you?
（作詞：Kana Nishino / 作曲：Jeff Miyahara）
16th單曲
6. 你喲
（作詞：Kana Nishino、作曲：SAEKI youthK(rhythm zone)、編曲：Kotaro Egami）
11st單曲
7. 淚色

21st單曲。節目「スッキリ!!」的八月份主題曲。
8. I
（作詞：Kana Nishino / 作曲：Olivia Nervo・Miriam Nervo・Bobby Huff / 編曲：SiZK from ★STAR GUiTAR）
1st單曲
9. Style.
（作詞：Kana Nishino / 作曲・編曲：Kazuhiko.M）
3rd單曲
10. Join us!
11. Esperanza
（作詞：Kana Nishino / 作曲：DJ Mass、Toshihiro Takita、Hiroshi Yoshida / 編曲：VIVID Neon*、Toshihiro Takita）
14th單曲
12. MAYBE
（作詞：Kana Nishino、GIORGIO 13 / 作曲：GIORGIO CANCEMI / 編曲：GIORGIO CANCEMI）
8th單曲
13. 想聽你的聲音 feat.VERBAL(m-flo) （君の声を feat.VERBAL(m-flo)）
（作詞：Kana Nishino, VERBAL(m-flo) / 作曲・編曲：Giorgio Cancemi）
1st原創專輯「LOVE one.」主打曲目
14. LIGHTS, CAMERA, ACTION
15. Alright
（作詞：Kana Nishino / 作曲：林田裕一 / 編曲：林田裕一）
3rd原創專輯「Thank you, Love」主打曲目

### DVD
- Kana Nishino Video Clip Collection

1. GO FOR IT!!
2. Best Friend
3. 愛得更多…
4. 忽然好想見你
5. SAKURA, I love you?
6. 你喲
7. 淚色
8. I
9. Style.
10. Esperanza
11. MAYBE
12. 想聽你的聲音 feat.VERBAL(m-flo)
13. Alright

## 統計
| 榜單                            | 最高排名 | 銷量    | 在榜時數 |
| ------------------------------- | -------- | ------- | -------- |
| Oricon日間專輯榜 (2013年9月4日) | 2        |         | 15週     |
| Oricon週間專輯榜                | 2        |         | 15週     |
| Oricon月間專輯榜                | 2        | 236,836 | 15週     |
| Oricon年間專輯榜                | 12       | 274,012 | 15週     |
| Oricon累積銷量                  | —        | 274,012 | 15週     |